# یواس‌اس اف. منسفیلد اند سانز کو. (اس‌پی-۶۹۱)
یواس‌اس اف. منسفیلد اند سانز کو. (اس‌پی-۶۹۱) (به انگلیسی: USS F. Mansfield and Sons Co. (SP-691)) یک کشتی بود.